# Epichoristodes
Epichoristodes is een geslacht van vlinders van de familie bladrollers (Tortricidae), uit de onderfamilie Tortricinae.

## Soorten
- E. acerbella

Afrikaanse anjerbladroller (Walker, 1864)
- E. apilectica Diakonoff, 1960
- E. apiletica Diakonoff, 1960
- E. atricaput Diakonoff, 1973
- E. atycta Bradley, 1965
- E. canonicum Diakonoff, 1973
- E. goniopa Diakonoff, 1960
- E. heterotropha Bradley, 1965
- E. imbriculata Meyrick, 1938
- E. incerta Diakonoff, 1960
- E. leucocymba (Meyrick, 1912)
- E. licmaea (Meyrick, 1920)
- E. macrosema Diakonoff, 1970
- E. nervosum Diakonoff, 1970
- E. panochra Bradley, 1965
- E. psoricodes (Meyrick, 1911)
- E. pylora (Meyrick, 1938)
- E. spinulosa (Meyrick, 1924)
- E. ypsilon Diakonoff, 1960